# The Uninvited (Thunderbirds)
"The Uninvited" is, volgens de originele uitzending, de tiende aflevering van Thunderbirds, de Supermarionation televisieserie van Gerry Anderson. De aflevering werd voor het eerst uitgezonden op ATV Midlands op 2 december 1965.
De aflevering was echter de 5e die geproduceerd werd. Derhalve wordt de aflevering tegenwoordig vaak als 5e aflevering in de serie uitgezonden.

## Verhaal
Boven de Sahara is Scott met Thunderbird 1 op weg naar Tracy Eiland. Hij keert terug uit Tokio, waar International Rescues hulp in was geroepen vanwege een felle brand die erger leek dan hij werkelijk was. Hij wordt opeens aangevallen door een aantal mysterieuze straaljagers. Hij probeert ze te ontwijken maar de straaljagers schieten Thunderbird 1 neer, die een noodlanding maakt in de woestijn. De klap vernielt de radio en doet Scott het bewustzijn verliezen. Ondertussen meldt de aanvoerder van de straaljagers, gekleed in een vreemd uniform met een “Z”-symbool erop, in een vreemde taal dat de opdracht succesvol was. Op Tracy Eiland berekent Gordon Scotts positie, waarna Virgil, Brains en Tin-Tin met Thunderbird 2 zich naar de plek van de noodlanding haasten.
In de Sahara zijn twee archeologen, Wilson en Lindsay, op weg naar hun basis na een mislukte expeditie in de woestijn. Toevallig komen ze langs Thunderbird 1 en herkennen het als een International Rescue voertuig. Ze vinden Scott en behandelen zijn verwondingen. Tevens roepen ze International Rescue op zodat Virgil precies weet waar hij moet zijn. Thunderbird 2 arriveert en Brains weet Thunderbird 1 te herstellen. Die nacht overnacht het hele gezelschap in de woestijn. Wilson vertelt dat hij en Lindsay op zoek waren naar de verloren piramide van de Egyptische Farao Khamandides. Sommige mensen beweren de piramide gezien te hebben, maar anderen denken dat het slechts een luchtspiegeling was. De volgende ochtend vertrekt International Rescue weer naar Tracy Eiland.
Wilson en Lindsay zetten hun reis ook voort, maar Wilson laat zich leiden door zijn frustratie. Hij rijdt veel te hard waardoor de koppeling tussen hun truck en hun trailer breekt. De trailer rolt van een heuvel en explodeert. Daarmee verliezen de twee vrijwel al hun voorraden. De radio lag ook op de trailer. Gelukkig voor het tweetal is de radio halverwege de heuvel al uit de trailer gevallen, maar heeft wel een harde klap gemaakt. Ze zitten nu zonder water en een slecht werkende radio in de woestijn met nog net genoeg brandstof voor 50 mijl. Via hun landkaart ontdekt Wilson een waterbron die nog net binnen hun bereik ligt. Ondertussen probeert Lindsay International Rescue op te roepen.
Aan boord van Thunderbird 5 heeft Alan net John afgelost als bemanning. Hij vangt de oproep van Lindsay op, maar hun radio begeeft het voordat hij een bericht terug kan sturen en ze om hun locatie kan vragen. Op Tracy Eiland identificeert Virgil de stem die Alan hoorde als een van de twee mannen. Jeff stuurt Scott met Thunderbird 1 naar de Sahara.
In de woestijn komen Lindsay en Wilson bij de waterbron, maar die blijkt al lange tijd droog te staan. Lindsay ziet in de verte echter wel iets anders: de verloren piramide die ze kwamen zoeken. In de hoop een nomadenkamp te vinden rijden de twee naar de piramide. De omgeving blijkt echter verlaten. Wanneer Lindsay enkele hiërogliefen op de piramide ontcijfert, gaat een van de stenen omhoog en toont een ingang. Aangetrokken door het geluid van stromend water gaan de twee archeologen de piramide binnen, waarna de deur achter hen sluit. Binnen vinden ze tot hun schok een skelet, waarschijnlijk van de laatste persoon die de piramide bezocht. Maar hun hoop neemt weer toe als ze een werkende fontein vinden, waarover in de hiërogliefen werd verteld.
Ondertussen komt ook Scott aan bij de piramide door het spoor van de jeep te volgen. De uitgang opent opnieuw en Scott gaat eveneens de piramide in. De deur sluit opnieuw en ook Scott zit nu binnen vast. Dieper in de piramide hebben Lindsay en Wilson een schatkamer ontdekt. Wanneer Scott arriveert, beschuldigt Lindsay (vermoedelijk onder invloed van de hitte en het water uit de fontein) Scott ervan zijn schat te willen stelen. Het komt tot een vuurgevecht waarbij Scotts radiozender wordt vernield en Wilson wordt getroffen. Scott wordt door Lindsay ontwapend. Dan gaat in de muur naast hen een geheime deur open en betreden twee mannen, gekleed in dezelfde uniformen als de mannen die Scott neerschoten, de ruimte. Ze ontwapenen Lindsay en slaan hem knock-out. Daarna dwingen ze Scott en Wilson, die alleen verdoofd was door de kogel die hem trof, met hen mee te komen. Op Tracy Eiland besluit Jeff Gordon en Virgil met Thunderbird 2 naar de Sahara te sturen omdat hij niets meer van Scott verneemt.
Scott, Wilson en Lindsay worden door de twee Zombites meegenomen in een monorailkar. Vanuit de kar ziet Scott een ondergrondse raffinaderij, waar een aantal mannen met gasmaskers op een zeer giftig en explosief gas als brandstof gebruiken om een paar straaljagers mee te vullen; dezelfde straaljagers die Scott neerschoten. De rit eindigt bij een controlekamer waar de Zombite leider zit. Deze ziet op een monitor Thunderbird 2 aankomen en geeft het bevel de Thunderbird neer te schieten met een paar raketten. Wilson slaat een van de Zombites neer en Scott grijpt diens pistool. Hij schiet een paar Zombites neer en raakt het controlepaneel. De raketten worden afgevuurd, maar ontploffen ver voor hun doel en trekken zo de aandacht van Virgil.
Wilson start de monorailkar terwijl Scott de Zombites onder vuur neemt. In de raffinaderij raakt Scott een van de monteurs, die hierdoor een hendel overhaalt en het gas vrijlaat. Scott beseft dat er nu een groot explosiegevaar is, maar de kar kan niet sneller. Lindsay komt weer bij net wanneer de monorail bij zijn eindpunt is, en het drietal zet het op een lopen. In de piramide verstikt het gas alle Zombites. Een van hen valt op de hendel die de ingang van de piramide bedient waardoor de ingang weer opent. Scott beveelt Virgil, die op het punt stond te landen, te maken dat hij wegkomt. Hijzelf, Wilson en Lindsay kunnen met Thunderbird 1 ontkomen net voordat de piramide ontploft. De verloren piramide van Khamandides is nu definitief verdwenen.

## Rolverdeling

### Reguliere stemacteurs
- Jeff Tracy – Peter Dyneley
- Scott Tracy – Shane Rimmer
- Virgil Tracy – David Holliday
- Alan Tracy – Matt Zimmerman
- Gordon Tracy – David Graham
- John Tracy – Ray Barrett
- Oma Tracy – Christine Finn
- Brains – David Graham
- Tin-Tin – Christine Finn

### Gastrollen
- Zombite vluchtleider – David Graham
- Wilson – Ray Barrett
- Lindsey – Matt Zimmerman
- Zombite bewaker – Ray Barrett
- Zombite leider – David Graham
- Zombite Controller – Matt Zimmerman

## Machines
De machines en voertuigen in deze aflevering zijn:
- Thunderbird 1
- Thunderbird 2 (met capsule 6)
- Thunderbird 3
- Thunderbird 5
- Woestijn Jeep

## Fouten
- Wanneer Tin-Tin opstaat bij het horen van het nieuws dat Scott is neergeschoten, kan je zien dat Tin-Tin met een echte mensenhand opgetild wordt.
- Alans kleren veranderen geheel tussen het moment dat hij aankomt in Thunderbird 3 en het moment dat hij de lift instapt die hem naar de controlekamer van de Thunderbird brengt: eerst draagt hij een paars pak, en later opeens een groen shirt en beige broek.
- Wanneer Scott met Alan meegaat in Thunderbird 3 draagt hij een geel pak met oranje trui, maar wanneer hij terugkomt op aarde heeft hij een blauw shirt aan.
- Het symbool in het hoofdkwartier van de Zombites is het spiegelbeeld van het symbool op hun helmen en uniformen.
- Wanneer Scott terugkomt uit Thunderbird 3 zit John niet op de bank, terwijl hij wel uit Thunderbird 5 kwam.

## Trivia
- De werktitel van deze aflevering was "Desert of Danger".
- Hoewel de piramidebewoners in het script Zombites werden genoemd, werd deze naam niet in de dialogen van de aflevering verwerkt.
- De Zombites’ straaljagers zijn overgeschilderde WASP vliegtuigen uit de serie Stingray.
- Vanwege zijn verwondingen neemt John aan dat Scott wellicht niet “zijn ronde” in Thunderbird 5 zal doen. Dit suggereert dat Scott ook af en toe Thunderbird 5 bemant naast John en Alan.
- "The Uninvited" werd door Alan Fennell en Steve Kyte omgezet tot strip voor deel 12-14 van Thunderbirds: The Comic in 1992.
- Normaal gesproken brandt er bij een kampvuur hout, maar bij de scène in de avond brandt er zand.